# Mickey Baker

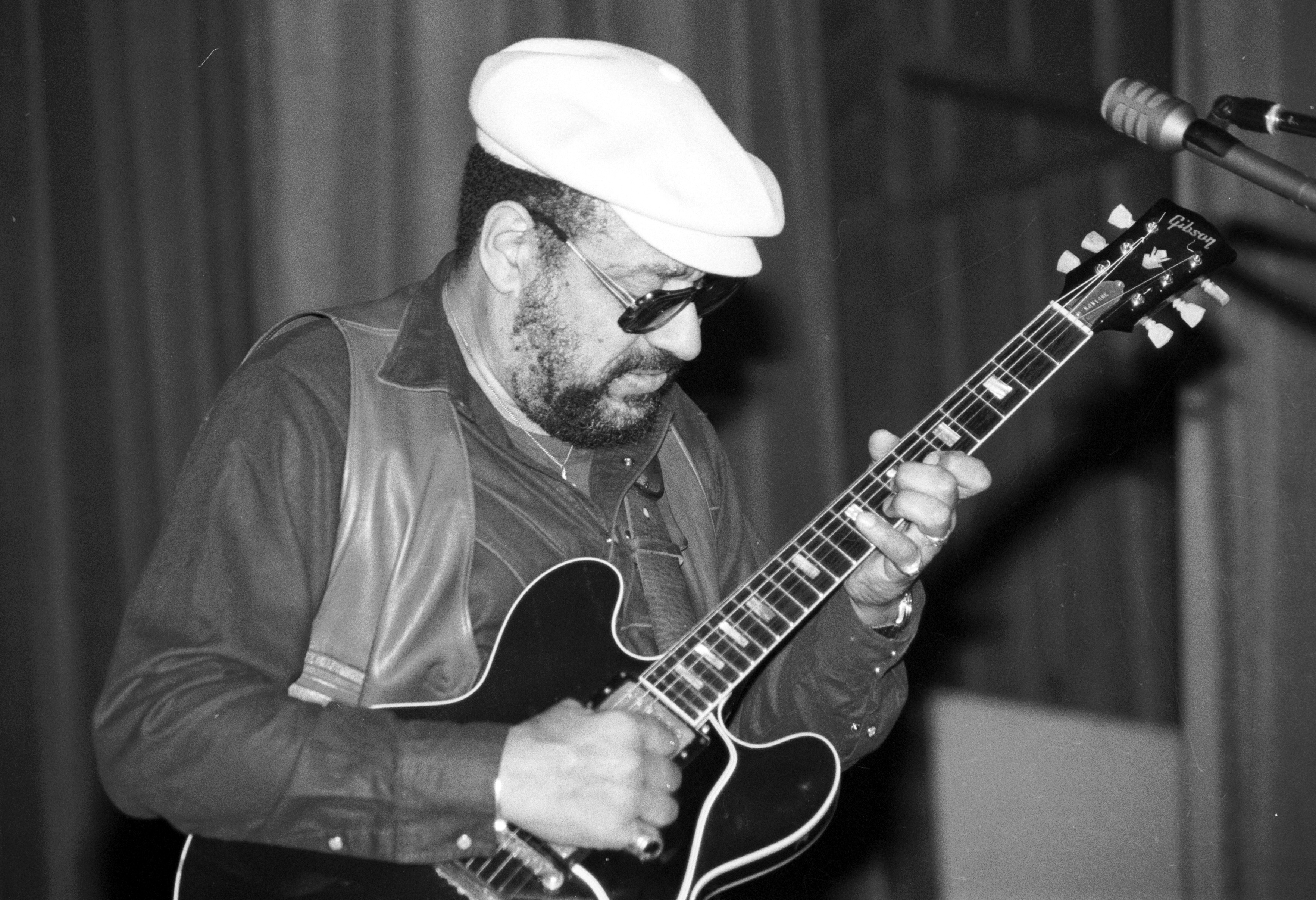
Mickey Baker (1982)

Mickey „Guitar“ Baker (gebürtig McHouston Baker; * 15. Oktober 1925 in Louisville, Kentucky; † 27. November 2012 bei Toulouse, Frankreich) war ein US-amerikanischer Blues- und Jazz-Gitarrist.

## Jugend
Als Jugendlicher riss Mickey Baker von zu Hause aus und verbrachte seine restliche Teenagerzeit in verschiedenen Waisenhäusern. In einer dieser Institutionen lernte er zwischen 1937 und 1940 Notenlesen und das Gitarrespiel. Mit 15 Jahren trampte er in Richtung Norden nach New York. Eine andere Quelle besagt, dass er erst in New York mit Musik und der Gitarre in Berührung kam und über keinerlei musikalische Vorkenntnisse verfügte. Da er noch zu jung war, um in den Clubs zu spielen und in New York die Musiker-Gewerkschaft straff organisiert war und Minderjährigen den Zugang zu Clubs auch als Künstler untersagte, musste Baker seinen Lebensunterhalt mit Jobs, die nichts mit Musik zu tun hatten, verdienen. Ab 1945 widmete er sich dem Erlernen der Jazzgitarre und war nach wenigen Jahren gut genug, um seinen Lebensunterhalt unter anderem mit Gitarrenunterricht bestreiten zu können. Eine andere Einnahmequelle waren Auftritte mit einer Calypso-Band (etwa um 1948). Darüber hinaus nahm er so gut wie jeden halbwegs lukrativen Gig an, was zur Folge hatte, dass er seinen Radius als Musiker über die Grenzen von New York ausweitete.

## Die 1950er Jahre – ein vielseitiger Musiker
Mickey Baker war, was Stilrichtungen betraf, vom Beginn seiner Karriere an ein vielseitiger Musiker: So spielte er Jazz bei Liveauftritten mit dem Altsaxophonisten Earle Warren, der unter anderem schon mit Count Basie, dem Trompeter Buck Clayton und später mit dem Jazzgitarristen Kenny Burrell Platten aufgenommen hatte, Rhythm and Blues mit den Sängern Nappy Brown, Ruth Brown und Big Maybelle, mit den Pianisten Amos Milburn, Little Willie John (Lead-Gitarre auf I’ll Need Your Love so Bad von 1956) und Ray Charles; Blues mit dem Pianisten Champion Jack Dupree und dem Mundharmonikaspieler Sonny Terry; Rock ’n’ Roll mit dem Sänger, Gitarristen und Songschreiber Earl King (bekannt zum Beispiel durch das Original von Come On Baby Let the Good Times Roll, gecovert von Jimi Hendrix) und mit dem Sänger Joe Clay (Ducktail); Doo Wop mit den Gesangsgruppen The Drifters featuring Clyde McPhatter und den Cardinals; Pop mit der Sängerin Connie Francis (Lead-Gitarre auf Lipstick on Your Collar).
So unterschiedlich die Stile waren, so vielfältig waren auch die Plattenfirmen, für die Baker Titel als Sideman oder Hauptinterpret einspielte: Savoy, Victor, King, Aladdin, Atlantic, Rainbow, Groove sowie sein eigenes Label Willow (1961 gegründet mit Sitz in New York). Während Mickey Baker seit ca. 1953 Teil der Studioband von Atlantic Records unter Leitung von Jesse Stone (mit Musikern wie Panama Francis und King Curtis) war, spielte er Live-Auftritte unter anderem mit der Band des Tenorsaxophonisten Red Prysock.
Mickey Baker bildete zusammen mit Sylvia Robinson das Duo Mickey & Sylvia, das 1957 einen Hit mit Love Is Strange landete. Dieser kommerzielle Erfolg hatte zur Folge, dass das Duo Teil von sogenannten „Rock and Roll Package Tourneen“ wurde wie zum Beispiel der Alan Freed Rock and Roll Extravaganza und der Ray Charles and Joe Turner Universal Attraction Show. Bis in die 60er Jahre hinein nahm das Duo immer wieder Platten auf und kam damit in die Charts. Viele Folgeplatten waren aber nahe am Original angelehnt, ohne dessen Originalität und damit dessen Erfolg zu erreichen. Auch ein anderes Duo, Mickey & Kitty (Kitty Noble), konnte daran nichts ändern. Insgeheim hatte Mickey Baker kurioserweise doch noch kommerziellen Erfolg mit einem anderen Duo: Auf der Aufnahme des Lieds It’s Gonna Work Out Fine von Ike & Tina Turner aus dem Jahr 1961 singt/spricht nicht Ike Turner, sondern Mickey Baker den männlichen Part.
In den USA veröffentlichte Mickey Baker nur ein einziges Album, The Wildest Guitar mit instrumentalen Coverversionen bekannter Musikstücke. Dazu zählen Versionen der Jazzstandards Autumn Leaves und Night and Day, eine E-Gitarren-Version des Liedes Gloomy Sunday sowie eine Version der Filmmelodie Der dritte Mann von Anton Karas aus dem gleichnamigen Kinofilm von Orson Welles.

## Emigration nach Europa
Anfang der 1960er Jahre wanderte Mickey Baker nach Paris aus und tourte von dort aus durch große Teile Europas. Er nahm weiterhin Platten mit einer großen Bandbreite von Künstlern auf und ließ sich weiterhin stilistisch nicht festlegen. Sehr häufig trat er mit ebenfalls immigrierten US-Musikern auf beziehungsweise spielte auf deren Veröffentlichungen wie denen von Champion Jack Dupree (auf Vogue 1968, auf Crescendo 1971), Memphis Slim (auf Polydor 1967), Willie Mabon (auf Big Bear 1973) und mit US-Musikern, die auf Tournee durch Europa waren, wie Jimmy Dawkins (auf Vogue 1971). 1961 wirkte er in einem Kurzfilm über den ebenfalls nach Europa immigrierten Tenorsaxophonisten Coleman Hawkins mit (Coleman Hawkins Quartett). Er selbst nahm für folgende Label in den 1960er- und 70er-Jahren unter eigenem Namen auf: Big Bear, Black And Blue, Roots, Kicking Mule, Versailles. 1973 nahm er eine Platte mit dem Fingerpicking-Spezialisten Stefan Grossman (und anderen Musikern) in London auf. Hier waren neben Coverversionen von Charley Patton, J. B. Lenoir und Robert Johnson auch Originale zu hören. Für einige Lieder wurden Streicherarrangements geschrieben.
1969 schrieb Mickey Baker die Filmmusik für den Film Float Like a Butterfly, Sting Like a Bee, der sich mit der Karriere des Boxers und politischen Aktivisten Muhammad Ali auseinandersetzte. Der Schwerpunkt lag dabei nicht so sehr auf den sportlichen Aspekten, sondern auf dem Konflikt zwischen den Rassen. Bei der Musik handelt es sich nicht um Songs, sondern um Filmmusik, die versuchte, diese Konflikte musikalisch darzustellen. Da Baker genau wie Muhammad Ali in Louisville, Kentucky geboren wurde, kannte er die sozialen Bedingungen, unter denen Schwarze zu dieser Zeit leben mussten, aus eigener Erfahrung.
Über den Werdegang Mickey Bakers nach Ende der 1970er-/Anfang der 1980er-Jahre liegen kaum Informationen vor: 1978 spielte er auf dem Groninger Blues Festival in den Niederlanden und trat einige Jahre später mit Champion Jack Dupree live in einer westdeutschen Talkshow (Drittes Programm) auf. Vermutlich hat er sich etwas später ganz aus dem Musikgeschäft zurückgezogen.

## Bedeutung
1999 erhielt Baker den Pioneer Award der Rhythm and Blues Foundation. Er ist seit 2003 in der Liste des Magazins Rolling Stone Rolling Stone’s List of the 100 Greatest Guitarists of All Time eingetragen. Er wird – zusammen mit Bo Diddley und Chuck Berry – als musikalisches Bindeglied zwischen Rhythm and Blues und Rock ’n’ Roll angesehen. Er hat eine Reihe von Lehrbüchern geschrieben, wie zum Beispiel eine Anleitung zum Gitarrespiel, Complete Course in Jazz Guitar, sowie ein Handbuch für Arrangeure, das Complete Handbook for the Music Arranger. Zusammen mit Les Paul ist Mickey Baker ein wichtiger früher Vertreter des Spiels auf der elektrischen Gitarre ohne Resonanzkörper (Solidbody guitar) in Jazz und populärer Musik.

## Verschiedenes
Baker spielte aber nicht nur Solidbody-Gitarren wie die Gibson Les Paul, sondern auch Archtop- und Westerngitarren. Seine meist verwendete Technik war das Spiel mit einem Plektrum.

## Schriften
- Mickey Baker’s Complete Course in Jazz Guitar, Book 1 (1959), Lewis Music Publishing Co.
- Mickey Baker’s Complete Course in Jazz Guitar, Book 2 (1959), Lewis Music Publishing Co.
- Mickey Baker’s Analysis of the Blues for Guitar (1970)
- Mickey Baker’s Jazz Guitar (1973), Clifford Essex Publications
- Mickey Baker’s Bottleneck and Country Blues Guitar (1973), Clifford Essex Publications
- Mickey Baker’s Jazz and Rhythm ‘n Blues Guitar (1974), Clifford Essex Publications
- Mickey Baker’s Play Professional Guitar (1975), Clifford Essex Publications
- Mickey Baker’s Complete Handbook for the Music Arranger (1978), Clifford Essex Publications